# A Única Mulher
A Única Mulher é una telenovela portoghese trasmessa da TVI a partire dal 15 marzo 2015. È prodotta da Plural Entertainment e scritta da Maria João Mira e André Ramalho, con l'idea originale di José Eduardo Moniz. È ripresa in Portogallo e in Angola, in particolare in Luanda.

## Trama

### Prima stagione
Il collasso di una grande Banca nazionale causa il (re)incontro di due realtà. E il conflitto tra due famiglie.
Luís Miguel (Lourenço Ortigão) è un giovane ingegnere che cerca di fare carriera in Angola. Lui lascia una famiglia tradizionale e conservatrice, afflitta dalla crisi. Suo padre, Jorge (José Wallenstein), possiede una ditta di costruzioni nazionale, in rischio di fallimento, e sua madre Pilar (Alexandra Lencastre) spera di divenire ricca con un matrimonio disfatto.
In Angola, Luís Miguel conosce Mara (Ana Sofia Martins), una infermiera che lo salva da morte certa. Il padre di lei, Norberto, (Ângelo Torres) è un impresario angolano con importanti investimenti in Portogallo e anche il principale cliente della ditta di Jorge. Lui ha nelle mani il destino dell'impresa ma ha un grande risentimento contro i portoghesi che, durante la guerra coloniale, uccisero suo padre. L'eredità del passato e gli interessi del presente provocano una disputa tra imprese che vivono in due mondi.
Ma nulla sopravvive alla vendetta di una donna; Luena (Rita Pereira) è figlia di ritornati che persero tutto quello che avevano, dopo l'indipendenza dell'Angola. Lei vuole recuperare il patrimonio della famiglia, prima di tutto. A partire dalla propria...

### Seconda stagione
Un anno dopo, le bambine di Mara e Luis Miguel fa i primi passi.
Prima di morire, Candida (Laurinda Chiungue) mostra a Vita (Maura Faial) il suo certificato di nascita che rivela che la sua vera madre è ancora viva e lavora nella casa di Norberto Venancio. In un primo momento, Neuza (Andala miniera) non vuole credere né accettare. Più tardi, va al comune e si arrese all'evidenza, si scusa con la figlia e dimostra la sua volontà di essere sua madre. Ma Vita non è proprio quello che sembra; insieme con César (Pepe Rapazote), il pediatra, arriva a tormentare e destabilizzare la vita di Mara e Luis Miguel. Vita inizia a lavorare come tata delle gemelle e a sedurre tranquillamente Luis Miguel. Il tradimento è una questione di tempo...
Con il volto sfigurato e legata a una sedia a rotelle, Pilar non accetta il suo destino. Oltre ad essere stato ingannata e derubata da Antonio (Pedro Carmo), Luis Miguel non perdona il fatto che ha fatto tanto male per separare Mara. Tutta la famiglia le volta le spalle e lei tenta il suicidio. Così, i figli sono afflitti e Luis Miguel, accompagnati da Mara, cercano di fermare la follia della madre. In realtà, Pilar non faciliterà la vita dei figli e della nuora. Leandro (Freddy Costa) è il suo fisioterapista e fa di tutto affinché non perda la speranza di camminare di nuovo un giorno, formando una strana amicizia con un uomo di colore, che lei disprezzava.
In grado di superare la morte dello sposo, Sara (Joana de Verona) si chiude in casa di Diogo e ogni giorno si ubriacano. Preoccupato per le follie della sua figlia, Antonio recluta Tania e Radu per seguirla ed aiutarla. A quel tempo, Sara e Leandro sono conosciuti ed i due si impegnano in una storia improbabile. Ma la fase autodistruttiva di Sara sarà destabilizzante per il loro amore.
Norberto rimane in carcere e viene minacciato e picchiato più volte. Ramiro, anche nella stessa prigione, cerca di salvare l'uomo d'affari angolano dai problemi in cui si immischia, ma finisce per essere accoltellato. Antonio cerca a tutti i costi  di porre fine alla vita di Norberto in prigione, ma uno dei suoi scagnozzi muore e le prove contro Norberto sono assolte.
Ora fuori di prigione, Norberto promette vendetta e non ritorna da solo, si è unito a Pilar e unire le forze per reclamare ciò che era il suo e porre fine alla vita di Antonio.

## Personaggi
- Mara Venâncio, interpretata da Ana Sofia Martins
- Luís Miguel Sacramento, interpretato da Lourenço Ortigão
- Pilar Sacramento, interpretata da Alexandra Lencastre
- Jorge Sacramento, interpretato da José Wallenstein
- Luena da Silva, interpretata da Rita Pereira
- Norberto Venâncio, interpretato da Ângelo Torres
- Neuza dos Anjos, interpretata da Mina Andala
- Rafaela Mestre, interpretata da Marta Melro
- Ramiro Neves, interpretato da João Catarré
- Isabel Batista, interpretata da Sílvia Rizzo
- Concha Albergaria, interpretata da Paula Neves
- Henrique Albergaria, interpretato da Paulo Pires
- Maria Antónia "Mitó" Borralho, interpretata da Matilde Breyner
- Yolanda Gamboa, interpretata da Sofia Baessa
- Francisca Sacramento, interpretata da Kelly Bailey
- Santiago Ortiz, interpretato da Bruno Cabrerizo
- Daniela Fragoso, interpretata da Sara Prata
- Albino "Bino" das Dores, interpretato da Nuno Homem de Sá
- Clara Albergaria, interpretata da Ana Marta Ferreira
- Bruno Borralho, interpretato da Ricardo de Sá
- Arsénio Kianda, interpretato da Alberto Magassela

## Distribuzioni internazionali
| Paese      | Canale/i            | Prima TV assoluta | Titolo                                       |
| ---------- | ------------------- | ----------------- | -------------------------------------------- |
| Portogallo | TVI                 | 15 marzo 2015     | A Única Mulher (L'unica donna)               |
| Angola     | DStv                | 21 aprile 2015    | A Única Mulher (L'unica donna)               |
| Mozambico  | DStv                | 21 aprile 2015    | A Única Mulher (L'unica donna)               |
| Cile       | Canal 13            | 30 agosto 2015    | La única mujer (L'unica donna)               |
| Capo Verde | TCV                 | 19 ottobre 2015   | A Única Mulher (L'unica donna)               |
| Paraguay   | Telefuturo          | 30 novembre 2015  | La única mujer (L'unica donna)               |
| Uruguay    | Monte Carlo TV      | 4 gennaio 2016    | La única mujer (L'unica donna)               |
| Bolivia    | Unitel              | 10 agosto 2016    | La única mujer (L'unica donna)               |
| Francia    | RFO 6play IDF1 1ère | 29 settembre 2016 | Mara, Une Femme Unique (Mara, L'unica donna) |
| Argentina  | El Trece            | 2016              | La única mujer (L'unica donna)               |